# Gablitzbach
Der Gablitzbach ist ein linker Nebenfluss des Wienflusses in Niederösterreich.
Die Quellen des Gablitzbaches befinden sich gemäß der ÖK50 des BEV östlich der Passhöhe Riederberg bei der Siedlung Waldheim und am Südabhang des Rauchbuchberges auf etwa 380 m ü. A. im Gemeindegebiet von Sieghartskirchen.
Andere Kartenwerke nennen die Quelle des durchflussstärkeren Laabaches auf 405 m ü. A. bei der Hinteren Laabachstraße, nördlich des Weißen Kreuzes als eigentlichen hydrologischen Ursprung des Gablitzbaches. Der erst nach Nord dann nach Ost fließende Laabach vereint sich nach knapp 3 km Fließstrecke oberhalb des Allhanger Sportplatzes mit dem Bachlauf des von links mündenden Gablitzbaches.
In seinem weiteren Verlauf verläuft er durchwegs nach Südosten. Er durchfließt den namensgebenden Ort Gablitz, erreicht dann Purkersdorf, wo er östlich des Ortszentrums und der B1-Straßenunterführung unter der alten Westbahnstrecke von links in den führenden Wienfluss mündet.
Der Gablitzbach wird von mehr als 13 kleinen Bächen und Gräben gespeist, von denen etwa die Hälfte nur periodische Wasser führen.
Linke Zuflüsse sind: Taglesbach, Allhangbach, Brandgräben, Adlersgraben, Adlitzgraben, Madergraben, Rehgraben, Ranzengraben. Rechte Zuflüsse sind: Höbersbach, Parzgraben, Hauersteigbach, Buchgraben, Hochramgraben, Süßfeldgraben, Wolfsgraben.
In Allhang und Höbersbach oberhalb von Gablitz wurde je ein Rückhaltebecken errichtet, um Überschwemmungen abzufangen.
Im Jahr 2007 wurde der Gablitzbach nach starken Regenfällen durch ungeplanten Abfluss aus dem Absetzbecken der Deponie Taglesberg (Ausbruch des Wienerwaldtunnels) stark verschmutzt.